# 종교 생활의 원초적 형태
⟪종교 생활의 원초적 형태⟫(Les formes élémentaires de la vie religieuse)는 프랑스의 사회학자 뒤르켐이 1912년에 출판한 책이다. 이 ⟪종교 생활의 원초적 형태⟫는 종교를 사회에 관계된 현상의 일종으로 분석하고 뒤르켐은 종교의 발달을 공동체다운 삶을 거쳐 얻는 마음이나 기분에 의한 안정이라고 하여 종교 사회학의 기초를 구축하였다.
뒤르켐은 서론'에서 원시종교를 연구하는 의의는 종교의 본질을 결정하는 것이라 하였고 '제1 편 전제(前提) 문제'에서는 종교의 본질을 신의 관념에서 추구한 종래의 견해를 비판하여 그것은 성(聖)과 속(俗)이라는 관념의 대치(對置)에 있다고 하였다. 특히 종교의 원초 형태는 정령숭배(애니미즘)나 자연숭배(내처리즘)에 있다고 하는 견해를 비판하고 그것을 오스트레일리아의 씨족사회에 존재하는 토테미즘에서 구한다. 토테미즘이란 여러 씨족이 일정한 동물이나 식물을 숭배하여 그것을 자기 씨족의 상징으로 여겼고 자기들은 그러한 동물이나 식물에서 비롯되었다고 믿는 사실을 가리킨다. '제2 편 원초적 신념'은 그러한 토테미즘의 연구에 할당된 것인데 그 토테미즘은 미개사회에 널리 볼 수 있는 '마나'라고 부르는 인격답지 않은 신비스러운 힘에의 신앙으로 돌아간다. 그리하여 토테미즘이 하나의 신비로운 힘이 있는 근원은 개인을 초월한 사회의 사람들이 행동하는 데 지켜야 할 도덕에 관한 본보기에 부합한 힘에 있다고 하였다. 제3 편에서는 원시종교의 의례(儀禮)가 연구되었다. 